# Powiat Ōno
Powiat Ōno (jap. 大野郡 Ōno-gun) – powiat w Japonii, w prefekturze Gifu. W 2024 roku liczył 1424 mieszkańców.

## Miejscowości
- Shirakawa